# Nikola Jokić
Nikola Jokić (/ˈnɪkɔːlə ˈjɔːkɪtʃ/, Kirin Serbia: Никола Јокић; sinh ngày 19 tháng 2 năm 1995) là một cầu thủ bóng rổ chuyên nghiệp người Serbia thi đấu ở vị trí trung phong cho Denver Nuggets tại giải Giải bóng rổ Nhà nghề Mỹ (NBA). Với biệt danh "the Joker", anh được coi là một trong những cầu thủ và trung phong vĩ đại nhất tại NBA, và được coi là vụ cướp lớn nhất trong lịch sử NBA Draft. 6 lần lọt vào đội hình NBA All-Star, Jokic 5 lần có tên trong đội hình All-NBA(trong đó có 3 lần ở first team), và chiến thắng NBA MVP cho các mùa giải 2020–21, 2021–22, and 2023–24 Anh cũng đại diện cho đội tuyển bóng rổ nam quốc gia Serbia, nơi anh có HCB tại Olympics 2016. 
Jokić được Nuggets lựa chọn trong vòng hai của NBA Draft 2014. Anh đã được bầu chọn vào NBA All-Rookie First Team vào năm 2016. Trong mùa giải NBA 2018–19, khi đang góp sức dẫn dắt Nuggets đến Bán kết Miền, anh đã được lựa chọn Đội hình All-Star và All-NBA First Team lần đầu tiên trong sự nghiệp. Mùa giải tiếp theo, anh tiếp tục được chọn vào All-Star và All-NBA, trong khi dẫn dắt đội vào chung kết miền. Đến mùa giải NBA 2022-23, anh được trao giải NBA Finals MVP sau khi dẫn dắt Nuggets tới chức vô địch NBA Jokić đứng trong khoảng top 4 của danh sách những cầu thủ NBA có nhiều triple-double nhất mọi thời đại, và anh là cầu thủ dẫn đầu các cầu thủ quốc tế ở chỉ số này, Jokić giữ kỷ lục về lần ghi triple-double nhanh nhất (đạt được chỉ sau 14 phút 33 giây).

## Thời niên thiếu
Jokić sinh ra ở thành phố Sombor ở phía bắc Serbia. Anh lớn lên trong một căn hộ hai phòng ngủ chật chội, nơi anh cùng với và hai anh trai ở với cả bố mẹ và bà ngoại. Cha anh là một kỹ sư nông nghiệp.  Jokić đã phát triển tình yêu bóng rổ ngay từ khi còn nhỏ khi chơi cùng hai anh trai của mình, Strahinja và Nemanja, những người lớn hơn anh hơn 10 tuổi. Cả hai anh em đều chơi bóng rổ ở Serbia và Nemanja sau đó chơi bóng rổ đại học cho Detroit Mercy và C.W. Post và cho Scranton/Wilkes-Barre Steamers ở Premier Basketball League. Hai anh em là bạn của cựu cầu thủ NBA Darko Miličić. Jokić cũng yêu thích đua xe ngựa khi còn nhỏ và thi đấu nghiệp dư, niềm đam mê mà anh vẫn giữ cho đến ngày nay.

## Sự nghiệp chuyên nghiệp

### Mega Basket (2012–2015)
Jokić chơi bóng rổ trẻ ở Vojvodina Srbijagas, anh tỏ ra vượt trội tại đây và nhận được sự quan tâm từ các đội bóng lớn hơn. Vào mùa hè năm 2012, Jokić đã ký hợp đồng với Mega Vizura, mặc dù trong mùa giải đầu tiên với đội anh chỉ chơi chủ yếu cho đội trẻ của họ trong mùa 2012–13. Ở tuổi 17, anh ra sân trong 5 trận của giải VĐQG Serbia và ghi trung bình 1,8 điểm cùng 2 rebound trong 10,2 phút mỗi trận. Trong mùa giải 2013–14, anh được ra sân thi đấu nhiều hơn cho đội tuyển chính. Qua 25 trận ở Adriatic League, anh ghi trung bình 11,4 điểm, 6,4 rebound và 2,5 kiến tạo mỗi trận. Anh cũng đã chơi 13 trận với đội ở giải VĐQG Serbia và có thành tích tương tự, ghi trung bình 10,9 điểm, 6 rebound và 3,3 kiến tạo mỗi trận.

#### Mùa giải 2014–15
Sau sự lựa chọn trong NBA draft 2014 và sự ra đi của Ratko Varda, anh trở thành một trong những thủ lĩnh của đội trong mùa giải 2014–15. Trong trận đấu đầu tiên của Adriatic League, anh đã dẫn dắt đội mình giành chiến thắng 103–98 trước MZT Skopje bằng cách ghi đến 27 điểm và 15 rebound với tổng chỉ số xếp hạng là 44. Anh được vinh danh là MVP của Vòng 1. Vào ngày 3 tháng 11, anh ghi 17 điểm, 12 rebound đồng thời với chỉ số kiến tạo cao nhất mùa giải của mình là 8, tổng chỉ số xếp hạng là 40 trong chiến thắng 90–84 trước Zadar. Với màn trình diễn như vậy, anh đã được vinh danh là MVP của Vòng 6. Vào ngày 7 tháng 2, anh ghi được 27 điểm cùng 15 rebound trong trận thua 77–88 trước Szolnoki Olaj. Anh ba lần được vinh danh là MVP của Vòng trong một mùa giải. Nhờ màn trình diễn trong tháng, anh đã được vinh danh là MVP cho tháng Hai, có trung bình 21,7 điểm và 12,3 rebound mỗi trận. Vào ngày 21 tháng 3, anh đã ghi được 28 điểm, chỉ số mùa giải cao nhất của mình và có 15 rebound để giúp đội giành chiến thắng với tỷ số 100–96 trước Igokea. Anh đã được vinh danh là MVP của Vòng 26, lần thứ tư nhận giải thưởng MVP của Vòng trong mùa giải. Mặc dù Mega Leks đã về đích ở vị trí thứ 10 trong Adriatic League, nhưng Jokić đã trở thành một trong những cầu thủ có giá trị nhất của giải đấu. Qua 24 trận đấu, anh ghi trung bình 15,4 điểm, dẫn đầu giải đấu ở chỉ số rebound với 9,3 cùng 3,5 kiến tạo mỗi trận, đồng thời dẫn đầu giải đấu với chỉ số xếp hạng là 22. Vào ngày 26 tháng 3, anh chính thức được vinh danh là MVP tại regular season của Adriatic League. Anh cũng được vinh danh là Cầu thủ triển vọng hàng đầu của ABA League mùa giải 2014–15.
Sau khi bị Partizan Belgrade loại ở bán kết giải VĐQG Serbia, Jokić rời khỏi đội để theo đuổi sự nghiệp NBA. Trong 14 trận của giải VĐQG Serbia, anh ghi trung bình 18,4 điểm, 10,4 rebound và 2,7 kiến tạo mỗi trận, đạt tỷ lệ dứt điểm (field goal) là 56,6%.

### Denver Nuggets (2015 – nay)
Vào ngày 26 tháng 6 năm 2014, Jokić được Denver Nuggets lựa chọn với lượt chọn tổng thể thứ 41 trong NBA draft 2014.

#### Mùa giải 2015–16
Vào mùa hè năm 2015, Jokić chính thức gia nhập Denver Nuggets, một mùa giải sau khi được chọn. Vào ngày 28 tháng 7 năm 2015, anh ký hợp đồng với Nuggets sau khi ghi trung bình 8,0 điểm và 6,2 rebound trong năm trận đấu mùa hè cho đội. Vào ngày 18 tháng 11 năm 2015, anh có trận đấu hay nhất mùa giải tính đến thời điểm đó với 23 điểm và 12 rebound trong trận thua 109–98 trước San Antonio Spurs. Vào ngày 10 tháng 1 năm 2016, anh đã ghi được 9 pha kiến tạo trong chiến thắng 95–92 trước Charlotte Hornets. Vào ngày 1 tháng 2, anh tiếp tục ghi đến 27 điểm và 14 rebound trong chiến thắng 112–93 trước Toronto Raptors. Vào ngày 8 tháng 4, anh lập một kỉ lục mới của sự nghiệp với 15 rebound trong chiến thắng 102–98 trước San Antonio Spurs. Vào cuối mùa giải, anh đã đứng thứ ba trong cuộc bầu chọn Giải thưởng Tân binh của năm tại NBA năm 2016  và giành được danh hiệu NBA All-Rookie First Team.

#### Mùa giải 2016–17
Vào ngày 29 tháng 10 năm 2016, Jokić đã ghi được 23 điểm và 17 rebound trong trận thua 115–113 trong hiệp phụ trước Portland Trail Blazers. Sau tám trận đầu tiên được ra sân trong đội hình chính của mùa giải, Jokić được cho ra đội hình dự bị vào ngày 12 tháng 11. Anh vẫn vào sân từ băng ghế dự bị trong 14 trận tiếp theo. Trong quãng thời gian với tư cách là một cầu thủ dự bị đó, anh đã có 27 điểm và 11 rebound trong trận thua 112–92 trước Dallas Mavericks vào ngày 12 tháng 12. Vào ngày 19 tháng 12, anh có chỉ số rất gần với triple-double khi ghi 27 điểm, 15 rebound và 9 pha kiến tạo trong chiến thắng 117–107 trước Dallas. Anh có thêm double-double nữa vào ngày 28 tháng 12 với 16 điểm, 11 pha kiến tạo và 8 rebound trong chiến thắng 105–103 trước Minnesota Timberwolves. Vào ngày 16 tháng 1 năm 2017, anh đã ghi được 30 điểm, cao nhất trong sự nghiệp khi đó, trong chiến thắng 125-112 trước Orlando Magic. Anh đã vượt qua mốc đó chỉ ba ngày sau khi ghi 35 điểm trong trận thua 118–104 trước San Antonio Spurs. Vào ngày 3 tháng 2 năm 2017, anh ghi cú triple-double đầu tiên trong sự nghiệp với 20 điểm, 13 rebound và 11 kiến tạo trong chiến thắng 121–117 trước Milwaukee Bucks. Vào ngày 10 tháng 2 năm 2017, anh ghi được 40 điểm, kỉ lục mới trong sự nghiệp để dẫn dắt Nuggets giành chiến thắng 131–123 trước New York Knicks. Anh đã ghi điểm ở 17 trong tổng số 23 lần dứt điểm cùng với 9 pha rebound và 5 pha kiến tạo. Ba ngày sau, anh lập chỉ số cao nhất tính đến lúc đó với 12 pha kiến tạo và 21 rebound cùng 17 điểm trong cú triple-double thứ hai trong sự nghiệp, giành chiến thắng 132–110 trước Golden State Warriors. Vào ngày 28 tháng 2 năm 2017, anh ghi triple-double thứ ba trong sự nghiệp với 19 điểm, 16 rebound và 10 kiến tạo trong chiến thắng 125–107 trước Chicago Bulls. Ở trận đấu tiếp theo, anh có cú triple-double thứ hai liên tiếp và thứ tư trong sự nghiệp - tất cả chỉ trong 13 trận. Lần này Jokić có 13 điểm, 14 rebound và 10 kiến tạo trong chiến thắng 110–98 trước Milwaukee Bucks. Vào ngày 16 tháng 3 năm 2017, anh ghi cú triple-double thứ năm trong mùa giải với 17 điểm, 14 rebound và 11 kiến tạo trong chiến thắng 129–114 trước Los Angeles Clippers. Vào ngày 31 tháng 3 năm 2017, anh ghi cú triple-double thứ sáu trong mùa giải với 26 điểm, 13 rebound và 10 kiến tạo trong trận thua 122–114 trước Charlotte Hornets. Jokić kết thúc mùa giải với trận đấu ghi 29 điểm, 16 rebound, 8 kiến tạo trong chiến thắng 111–105 trước Oklahoma City Thunder vào ngày 12 tháng 4  Với sáu cú triple-double của mình, Jokić xếp thứ tư trong mùa giải, sau Russell Westbrook (42), James Harden (22) và LeBron James (13). Vào cuối mùa giải, anh đã đứng thứ hai trong cuộc bầu chọn Giải thưởng Cầu thủ tiến bộ nhất NBA năm 2017, cũng như trong cuộc bình chọn Cầu thủ kiến tạo của năm 2017.

#### Mùa giải 2017–18

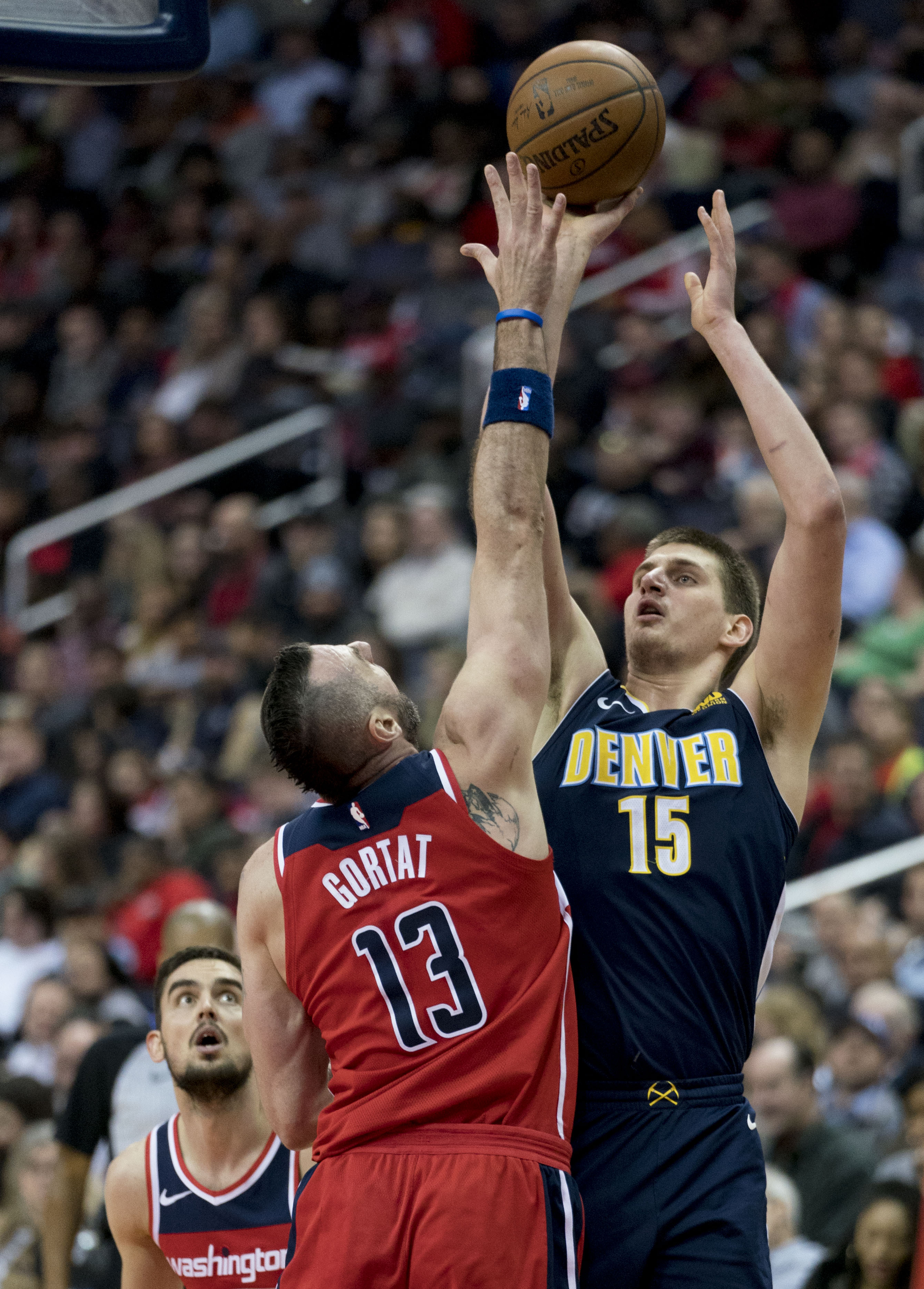
Jokić năm 2018

Vào ngày 7 tháng 11 năm 2017, Jokić đã ghi đến 41 điểm trong chiến thắng 112–104 trước Brooklyn Nets. Vào ngày 13 tháng 11, anh được vinh danh là Cầu thủ xuất sắc nhất tuần của Miền Tây cho các trận đấu từ Thứ Hai ngày 6 tháng 11 đến Chủ nhật ngày 12 tháng 11. Anh trở thành cầu thủ Nugget thứ 17 trong lịch sử đội bóng giành được danh hiệu Cầu thủ của tuần và là người đầu tiên kể từ khi Ty Lawson nhận danh hiệu này vào tháng 3 năm 2013. Jokić đã buộc phải nghỉ thi đấu 7 trận vì bong gân mắt cá chân trái vào đầu tháng 12. Vào ngày 8 tháng 1, anh có cú triple-double đầu tiên trong mùa giải với 22 điểm, 12 rebound và 11 kiến tạo trong trận thua 124–114 trước Golden State Warriors. Vào ngày 15 tháng 2, trong chiến thắng 134–123 trước Milwaukee Bucks, Jokić đã ghi 30 điểm, 15 rebound và 17 kiến tạo, số kiến tạo kỉ lục trong sự nghiệp của anh khi đó, đạt bộ chỉ số triple-double khi thời gian còn 1:54 trong hiệp hai. Anh lập kỉ lục ghi triple-double nhanh nhất trong lịch sử NBA với vỏn vẹn 14 phút 33 giây, vượt qua kỷ lục trước đó của Jim Tucker là 17 phút từ năm 1955. Vào ngày 23 tháng 2, anh ghi cú triple-double thứ ba liên tiếp với 28 điểm, 11 rebound và 11 kiến tạo trong chiến thắng 122–119 trước San Antonio Spurs. Vào ngày 7 tháng 3, anh ghi 36 điểm và 13 rebound trong trận thua 113–108 trước Cleveland Cavaliers. Vào ngày 15 tháng 3, anh ghi cú triple-double thứ tám của mình trong mùa giải với 23 điểm, 12 rebound và 10 kiến tạo trong chiến thắng 120–113 trước Detroit Pistons, thành tích này giúp anh trở thành cầu thủ Nuggets lập nhiều triple-doule nhất trong một mùa giải kể từ Fat Lever với chín lần trong mùa 1988–89. Vào ngày 1 tháng 4, anh có 35 điểm và 13 rebound trong trận thắng 128–125 ở hiệp phụ trước Bucks. Vào ngày 9 tháng 4, anh được vinh danh là Cầu thủ xuất sắc nhất tuần của Miền Tây cho các trận đấu diễn ra từ Thứ Hai ngày 2 tháng 4 đến Chủ nhật ngày 8 tháng 4, đó là danh hiệu Cầu thủ xuất sắc nhất tuần thứ hai trong mùa giải của anh. Cuối ngày hôm đó, anh ghi 15 điểm, 20 rebound, chỉ số tốt nhất mùa của anh đồng thời với 11 kiến tạo trong chiến thắng 88–82 trước Portland Trail Blazers, qua đó giành cú triple-doule thứ 16 trong sự nghiệp và thứ 10 trong mùa giải. Trong trận cuối mùa (regular season) của Nuggets vào ngày 11 tháng 4 năm 2018, Jokić đã ghi được 35 điểm và 10 rebound trong trận thua 112–106 ở hiệp phụ trước Minnesota Timberwolves. Đó là trận đấu thứ bảy anh ghi từ 30 điểm trở lên trong mùa giải. Trận thua khiến Nuggets bị loại khỏi vòng loại trực tiếp với thành tích 46–36. Đây là trận đấu cạnh tranh suất play-in đầu tiên ở NBA sau 21 năm, với Minnesota cũng đang cạnh tranh cho một vị trí trong vòng loại trực tiếp.

#### Mùa giải 2018–19
Vào ngày 9 tháng 7 năm 2018, Jokić đã ký một hợp đồng gia hạn 5 năm, trị giá tối đa 148 triệu đô la với Nuggets. Vào ngày 20 tháng 10 năm 2018, ở trận đấu thứ hai của Nuggets trong mùa giải, Jokić đã ghi 35 điểm, 12 rebound và 11 kiến tạo trong chiến thắng 119–91 trước Phoenix Suns. Anh cùng với Wilt Chamberlain trở thành những cầu thủ duy nhất trong lịch sử NBA ghi được một cú triple-double với 30 điểm trở lên mà không trượt một cú ném nào — Chamberlain đã làm được hai lần, vào năm 1966 và 1967. Anh cũng trở thành cầu thủ Nugget thứ hai lập triple-double trong hai trận đầu tiên của mùa giải, người đầu tiên là Fat Lever. Jokić tiếp tục giành được danh hiệu Cầu thủ xuất sắc nhất tuần của Western Conference trong tuần đầu tiên của mùa giải, trở thành cầu thủ thứ sáu trong lịch sử giành được giải thưởng này ba lần trở lên, cùng với Alex English, Dikembe Mutombo, Carmelo Anthony, Allen Iverson và Chauncey Billups. Vào ngày 3 tháng 11, anh có tới 16 pha kiến tạo và 10 lần rebound, cùng 7 điểm trong chiến thắng 103–88 trước Utah Jazz. Vào ngày 9 tháng 11, anh có 37 điểm và cân bằng chỉ số cao nhất sự nghiệp của mình khi đó với 21 rebound trong trận thua 112-110 trước Brooklyn Nets. Với những nỗ lực của mình trong năm 2018, anh đã được Liên đoàn bóng rổ Serbia công nhận là Cầu thủ Serbia của năm. Vào ngày 5 tháng 1, anh ghi được 39 điểm, cao nhất mùa giải khi đó trong chiến thắng 123–110 trước Charlotte Hornets. Danh hiệu Cầu thủ xuất sắc nhất tuần thứ hai của anh đến nhờ các trận đấu diễn ra từ ngày 31 tháng 12 đến ngày 6 tháng 1. Vào ngày 8 tháng 1, anh có cú triple-double thứ tư trong mùa giải với 29 điểm, 11 rebound và 10 kiến tạo trong chiến thắng 103–99 trước Miami Heat. Đó là cú triple-double thứ 20 của anh trong sự nghiệp NBA. Ở tuổi 23, anh trở thành cầu thủ trẻ thứ ba đạt  tới 20 triple-double; Oscar Robertson và Magic Johnson làm được điều này đều khi 22 tuổi. Hai ngày sau, anh có 18 điểm, 14 rebound và 10 kiến tạo trong chiến thắng 121–100 trước Los Angeles Clippers. Vào ngày 13 tháng 1, anh ghi được 40 điểm, cao nhất mùa khi đó trong chiến thắng 116–113 trước Portland Trail Blazers. Vào ngày 19 tháng 1, anh có cú triple-double thứ sáu trong mùa giải với 19 điểm, 12 kiến tạo và 11 rebound trong chiến thắng 124–102 trước Cleveland Cavaliers. Đó là cú triple-double thứ 22 trong sự nghiệp của anh, qua đó vượt qua Kareem Abdul-Jabbar để tiến lên vị trí thứ hai trong danh sách ghi triple-double trong lịch sử tại NBA bởi một vận động viên cao hơn 7 feet (khoảng 2m13). Vào ngày 23 tháng 1, anh ghi 28 điểm và 21 rebound trong trận thua 114–108 trước Jazz. Vào ngày 27 tháng 1, sau khi bị treo giò một trận vì rời băng ghế dự bị trong trận đấu trên sân với Jazz, Jokić đã ghi cú triple-double thứ bảy của mình với 32 điểm, 18 rebound và 10 kiến tạo trong chiến thắng 126–110 trước Philadelphia 76ers. Vào ngày 31 tháng 1, anh nhận được sự bình chọn All-Star đầu tiên của mình với tư cách là dự bị cho Western Conference vào tuần NBA All-Star Game 2019, trở thành All-Star đầu tiên của Nuggets kể từ Carmelo Anthony vào năm 2011. Vào ngày 6 tháng 2, anh ghi cú triple-double thứ 10 trong mùa giải với 25 điểm, 14 rebound và 10 kiến tạo trong trận thua 135–130 trước Nets. Vào ngày 13 tháng 2, anh ghi cú triple-double thứ 12 trong mùa giải với 20 điểm, 18 rebound và 11 kiến tạo, đồng thời tipping (bù rổ) thành công khi game đấu chỉ còn 0,3 giây còn lại để giúp Nuggets giành chiến thắng 120–118 trước Sacramento Kings. Mười hai, số lần ghi triple-double của anh xếp thứ hai trong mùa giải, chỉ sau Russell Westbrook (34). Vào ngày 14 tháng 3, Jokic đã ghi một pha hook-shot buzzer-beater quyết định khi đã trong trận đấu với Dallas Mavericks để mang về cho Denver chiến thắng 100-99.

#### Mùa giải 2019–20
Trong loạt trận playoff vòng đầu tiên với Utah Jazz, Jokić đã khép lại loạt trận này bằng một cú hook shot để nâng tỷ số 78–78 lên thành 80–78 khi trận đấu còn 27 giây, giành chiến thắng cho Nuggets. Anh kết thúc trận đấu với 30 điểm, 14 rebound và 4 kiến tạo. Vào ngày 13 tháng 9, Jokić ghi 34 điểm, 14 rebound và 7 kiến tạo để dẫn dắt Denver giành chiến thắng 111–98 trong Game 6, san lấp được khoảng cách 19 điểm trong hiệp 2. Vào ngày 15 tháng 9, Jokić đã ghi được một cú triple double với 16 điểm, 22 rebound và 13 kiến tạo để dẫn dắt Denver giành chiến thắng 104–89 trong Game 7 trước Los Angeles Clippers. Jokić đã cùng với Tim Duncan và Kevin Garnett trở thành những cầu thủ duy nhất trong lịch sử giải đấu ghi được cú triple double với từ 20 rebound trở lên trong một trận đấu ở giai đoạn postseason (bao gồm playoffs và loạt trận chung kết). Với chiến thắng, Nuggets trở thành đội đầu tiên trong lịch sử NBA lội ngược dòng sau nhiều lần bị dẫn tới 3–1 trong một loạt trận chỉ ở một mùa giải duy nhất. Tuy nhiên, Nuggets đã thua Western Conference Finals sau 5 trận đấu trước nhà vô địch NBA cuối cùng là Los Angeles Lakers, Jokić ghi 22 điểm, 10 rebound và 5 hỗ trợ trong chiến thắng duy nhất của Denver trong Game 3.

## Sự nghiệp tại đội tuyển quốc gia

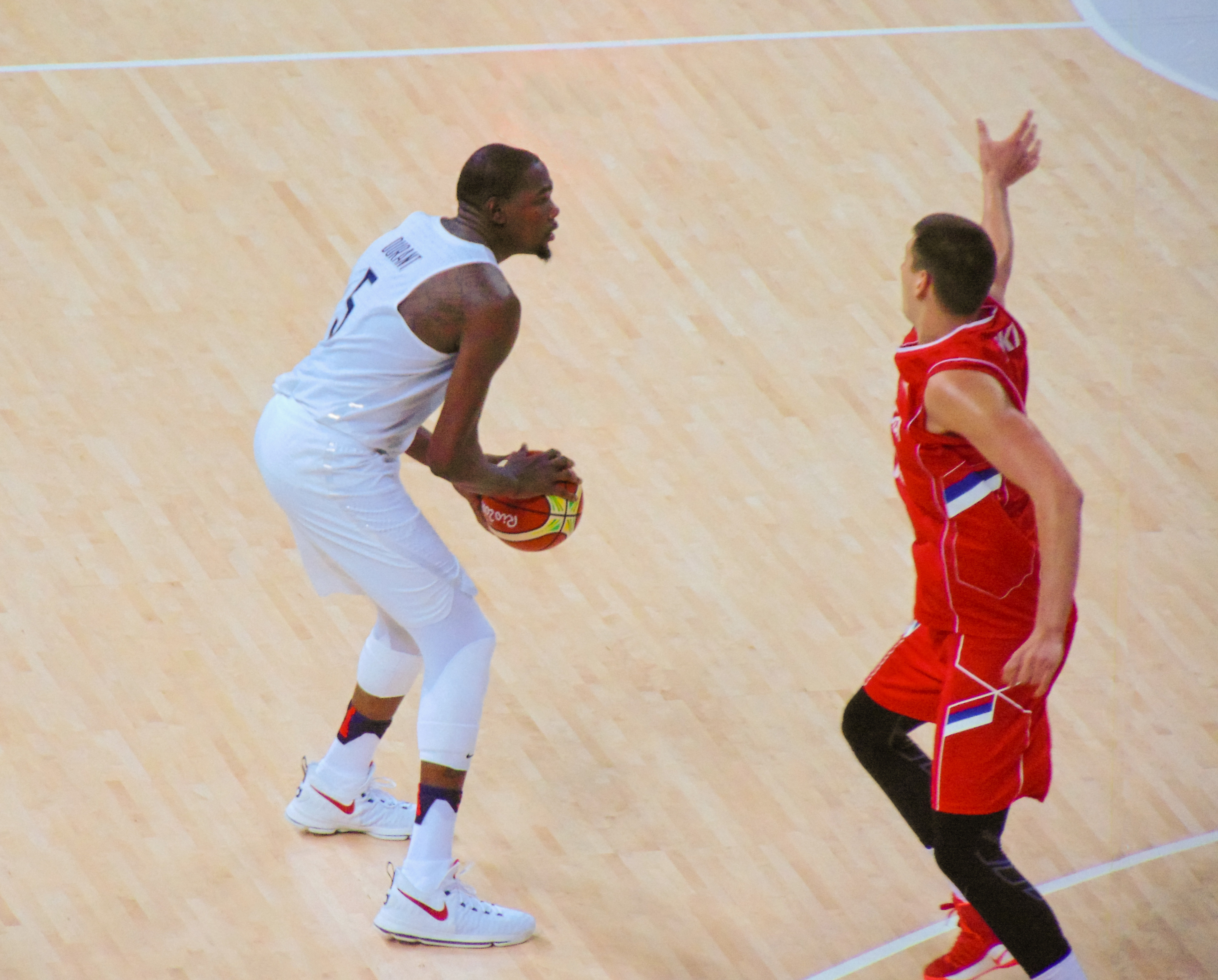
Jokić phòng thủ Kevin Durant tại Thế vận hội mùa hè 2016 ở Rio de Janeiro

Vào ngày 24 tháng 5 năm 2019, Jokić thông báo anh sẽ chơi cho Serbia tại Giải bóng rổ FIBA World Cup 2019. Tại Giải bóng rổ FIBA World Cup 2019, đội tuyển quốc gia Serbia được coi là đội hạt giống cho chiếc cúp vô địch, nhưng cuối cùng đã bị Argentina loại ở tứ kết. Với chiến thắng trước Hoa Kỳ và Cộng hòa Séc, Serbia đã kết thúc ở vị trí thứ năm. Jokić là cầu thủ xuất sắc thứ hai trong đội sau Bogdan Bogdanović, với trung bình 11,5 điểm, 7,5 rebound và 4,8 kiến tạo trong tám trận, tỉ lệ dứt điểm đạt 68,0%.

## Thống kê sự nghiệp tại NBA

### Mùa giải chính
| Năm       | Đội       | GP  | GS  | MPG  | FG%  | 3P%  | FT%  | RPG  | APG | SPG | BPG | PPG  |
| --------- | --------- | --- | --- | ---- | ---- | ---- | ---- | ---- | --- | --- | --- | ---- |
| 2015–16   | Denver    | 80  | 55  | 21.7 | .512 | .333 | .811 | 7.0  | 2.4 | 1.0 | .6  | 10.0 |
| 2016–17   | Denver    | 73  | 59  | 27.9 | .577 | .324 | .825 | 9.8  | 4.9 | .8  | .8  | 16.7 |
| 2017–18   | Denver    | 75  | 73  | 32.6 | .500 | .396 | .850 | 10.7 | 6.1 | 1.2 | .8  | 18.5 |
| 2018–19   | Denver    | 80  | 80  | 31.3 | .511 | .307 | .821 | 10.8 | 7.3 | 1.4 | .7  | 20.1 |
| 2019–20   | Denver    | 73  | 73* | 32.0 | .528 | .314 | .817 | 9.7  | 7.0 | 1.2 | .6  | 19.9 |
| 2020–21   | Denver    | 72* | 72* | 34.6 | .566 | .388 | .868 | 10.8 | 8.3 | 1.3 | .7  | 26.4 |
| 2021–22   | Denver    | 74  | 74  | 33.5 | .583 | .337 | .810 | 13.8 | 7.9 | 1.5 | .9  | 27.1 |
| 2022–23   | Denver    | 69  | 69  | 33.7 | .632 | .383 | .822 | 11.8 | 9.8 | 1.3 | .7  | 24.5 |
| 2023–24   | Denver    | 79  | 79  | 34.6 | .583 | .359 | .817 | 12.4 | 9.0 | 1.4 | .9  | 26.4 |
| Sự nghiệp | Sự nghiệp | 675 | 634 | 31.2 | .557 | .350 | .827 | 10.7 | 6.9 | 1.2 | .7  | 20.9 |
| All-Star  | All-Star  | 6   | 4   | 18.2 | .690 | .500 | —    | 6.0  | 4.8 | 1.0 | .2  | 7.3  |

### Vòng loại trực tiếp (playoffs)
| Năm    | Đội    | GP | GS | MPG  | FG%  | 3P%  | FT%  | RPG  | APG | SPG | BPG | PPG  |
| ------ | ------ | -- | -- | ---- | ---- | ---- | ---- | ---- | --- | --- | --- | ---- |
| 2019   | Denver | 14 | 14 | 39.8 | .506 | .393 | .846 | 13.0 | 8.4 | 1.1 | .9  | 25.1 |
| 2020   | Denver | 19 | 19 | 36.5 | .519 | .429 | .835 | 9.8  | 5.7 | 1.1 | .8  | 24.4 |
| 2021   | Denver | 10 | 10 | 34.5 | .509 | .377 | .836 | 11.6 | 5.0 | .6  | .9  | 29.8 |
| 2022   | Denver | 5  | 5  | 34.2 | .575 | .278 | .848 | 13.2 | 5.8 | 1.6 | 1.0 | 31.0 |
| 2023   | Denver | 20 | 20 | 39.4 | .548 | .461 | .799 | 13.5 | 9.5 | 1.1 | 1.0 | 30.0 |
| Career | Career | 68 | 68 | 37.6 | .528 | .412 | .826 | 12.1 | 7.3 | 1.0 | .9  | 27.5 |

## Đời tư
Jokić có hai anh trai, Nemanja và Strahinja.  Người trẻ hơn trong hai, Nemanja, chơi bóng rổ đại học tại Đại học Detroit Mercy. Cả hai người đều là bạn của cựu cầu thủ NBA Darko Miličić.
Anh kết hôn với bạn gái lâu năm Natalija Mačešić vào ngày 24 tháng 10 năm 2020 tại quê hương Sombor.
Jokić có kết quả xét nghiệm dương tính với COVID-19 vào ngày 23 tháng 6 năm 2020. Anh cho kết quả âm tính sau hai tuần bị cách ly.